# A pudle?

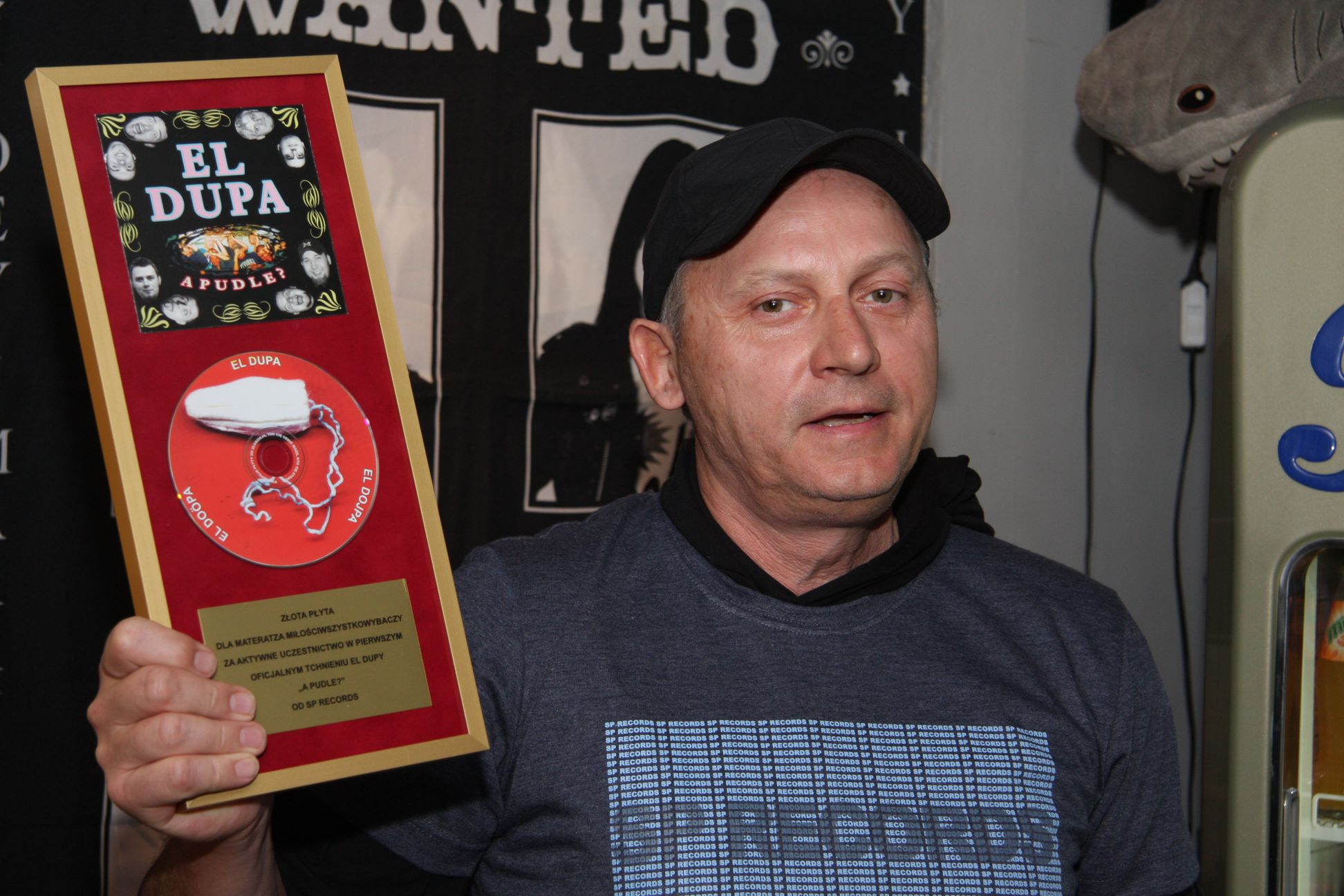
Sławomir Pietrzak wręczający w imieniu wydawcy S.P. Records złote płyty członkom zespołu El Dupa za album A pudle? (w czasie podpisywania płyty Pożegnanie za friko 20 grudnia 2013 roku w warszawaskim pubie Barock)

A pudle? – debiutancki album formacji El Dupa wydany przez S.P. Records w grudniu 2000 roku. Płyta była promowana przez dwa single: Natalia w Brooklynie i Prohibition.
Na płycie jest kilka utworów rockowych (Natalia w Bruklinie, Żelazo nie klęka), hardrockowych (Unsere Heimat, Zbiggy, Nie mam dupy, Elektryczny orgazm), po jednym w konwencji dance (Canalos) i hip-hop (Lofix) oraz kilka stylizowanych na muzykę ludową (Bandziorno, Hindu Religion), a niektóre trudno zakwalifikować do jakiegokolwiek gatunku muzyki (12, Mrok).
Ostatnia ścieżka albumu to śpiewana w języku serbsko-chorwackim piosenka Elektryczny orgazm, po niej następuje kilkadziesiąt sekund ciszy, a następnie ukryty, skoczny utwór Kirgiz szuka konia, z tekstem pochodzącym z Gazety Stołecznej.
W utworze Hindu Religion znajdują się ukryte teksty, które słychać dopiero przy odsłuchaniu piosenki od końca; tytuł płyty: A pudle? czytany wspak to nazwa zespołu.
Utwór 220 V jest z kolei przeróbką nagrania członka grupy Mader Faker Studio Marka Zielińskiego z lat 80., wykorzystanego w roku 1993 w filmie Git Planeta.
Singel Prohibicja zawiera trzydzieści utworów, z czego dziesięć to różne wersje piosenki tytułowej. Wśród pozostałych znajdują się dwie piosenki z repertuaru Zaciera z albumu Konfabulacje - Róbrege (Trawa), z tekstem ośmieszającym rastafarian i Oda do przyrodzenia.

## Lista utworów
Opracowano na podstawie materiału źródłowego:
1. 12 – 04:45
2. Natalia w Bruklinie odc. 1 – 04:57
3. 220 V – 03:41
4. Nejbros – 02:57
5. Prohibicja – 06:25
6. Un Amigo – 02:05
7. Nie mam dupy – 02:49
8. Unsere Heimat – 05:06
9. Canalos – 01:35
10. Cocoa Augen – 02:36
11. Mrok – 05:46
12. Dixie – 01:23
13. Żelazo nie klęka – 06:20
14. Lofix – 03:56
15. Zbiggy – 04:10
16. Bandziorno – 02:36
17. Hindu Religion – 02:32
18. Natalia w Bruklinie odc. 2 – 04:04
19. Elektryczny orgazm – 08:29

## Twórcy
- Krzysztof Radzimski (Dr Yry) – gitara / instrumenty klawiszowe / saksofon / wiolonczela / wokal / akordeon / skrzypce
- Kazimierz Staszewski (Kazik) – sample / saksofon / wokal / gitara basowa (na płycie podpisany jako Kabura Stachura)
- Tomasz Hołówka (Hoło) – saksofon
- Grzegorz Kurek (Dżordż) – gitara / gitara basowa / wokal / saz
- Bartłomiej Lipiński (Lipa) – perkusja
- Mateusz Miłosiński (Materatz) – didgeridoo
- Bartosz Radomski (Xero) – trąbka
- Taczpan – perkusja, gitara
- Andrzej Izdebski (Izi) – gitara
- Rafał Kazanowski (Kazan) – gitara / skrzypce / trąbka / harmonijka ustna / wokal
- Kazio Staszewski – gitara
- Peter – klarnet
- Pafnucy – wokal

## Sprzedaż
| Oficjalna Lista Sprzedaży OLiS |    |    |    |    |    |    |    |    |    |    |    |    |    |    |    |    |    |    |    |    |    |    |    |    |    |
| Tydzień                        | 01 | 02 | 03 | 04 | 05 | 06 | 07 | 08 | 09 | 10 | 11 | 12 | 13 | 14 | 15 | 16 | 17 | 18 | 19 | 20 | 21 | 22 | 23 | 24 | 25 |
| Pozycja                        | 45 | 33 | 4  | 4  | 2  | 4  | 3  | 3  | 6  | 3  | 4  | 6  | 7  | 6  | 10 | 10 | 21 | 25 | 19 | 32 | 43 | 27 | 36 | -  | 26 |
| Tydzień                        | 26 | 27 | 28 | 29 | 30 | 31 | 32 | 33 | 34 | 35 | 36 | 37 | 38 | 39 | 40 | 41 | 42 | 43 | 44 | 45 | 46 | 47 | 48 | 49 | 50 |
| Pozycja                        | 43 | 49 | 36 | 49 | -  | -  | -  | -  | -  | -  | -  | -  | -  | -  | -  | -  | -  | -  | -  | -  | -  | -  | -  | -  | -  |